# Сонячна радіація
Со́нячна радіа́ція — електромагнітне і корпускулярне випромінювання Сонця.
Загалом, Земля отримує від Сонця менше 0,7 × 10−9 [джерело?](однієї двохмільярдної частки) енергії, яку воно випромінює.

## Електромагнітна складова

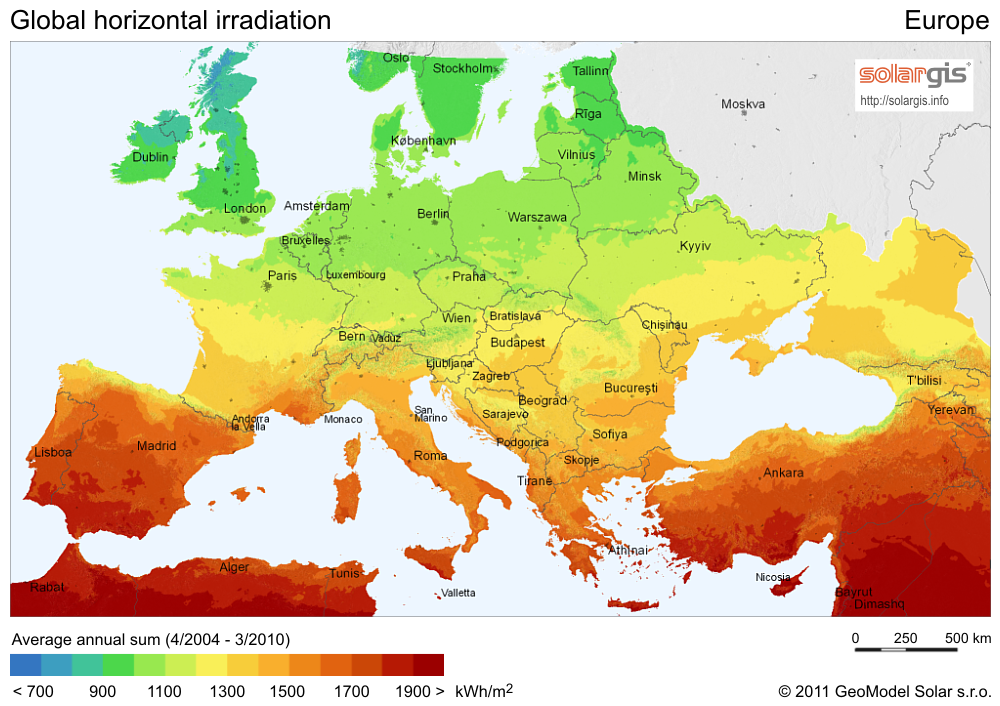
Розподіл сонячної радіації в Європі

Електромагнітна складова сонячної радіації поширюється у вигляді електромагнітних хвиль зі швидкістю світла і потрапляє в земну атмосферу. Спектральний діапазон електромагнітного випромінювання Сонця дуже широкий — від радіохвиль (Сонячні радіосплески) до рентгенівських та гамма променів, втім, максимум його інтенсивності припадає на видиму (жовто-зелену) частину спектру. Розподіл енергії близький до випромінювання абсолютно чорного тіла з ефективною температурою ~6000 К. До 47 % загальної кількості радіації, що надходить на верхню межу атмосфери, досягає поверхні Землі й поглинається нею, 25 % затримується атмосферою — розсіюється молекулами газів та домішками. До земної поверхні сонячна радіація доходить у вигляді прямих і розсіяних променів.
Сонячна радіація — головне джерело енергії для всіх фізико-географічних процесів, що відбуваються на земній поверхні й в атмосфері. Кількість сонячної радіації залежить від висоти Сонця, географічної широти місцевості, пори року, прозорості атмосфери.
Сонячна радіація вимірюється потужністю перенесеної нею енергії на одиницю площі поверхні за одиницю часу (Ват/м2) (див. Сонячна стала). Для вимірювання сонячної радіації використовують актинометри і піргеліометри.

### Види електромагнітної радіації
Пряма радіація — сонячна радіація, що доходить до земної поверхні у вигляді пучка паралельних променів, що виходять безпосередньо від сонячного диска. Змінюється в залежності від висоти знаходження Сонця над горизонтом, прозорості атмосфери та хмарності[джерело?].
Розсіяна радіація — сонячна радіація, що була розсіяна в атмосфері, надходить на земну поверхню з усього небокраю. У похмурі дні вона є єдиним джерелом енергії в приземних шарах атмосфери.
Сумарна радіація — сукупність прямої і розсіяної сонячної радіації, що надходить у природних умовах на земну поверхню. Вона залежить від географічної широти, висоти над рівнем моря, прозорості атмосфери і хмарності. У гірських районах розподіл сонячної радіації дуже складний, тому що її величина визначається також ще експозицією і крутістю схилів. Розподіл сумарної радіації представлено для рівнин і передгір'їв з абсолютними висотами до 600 м.
Кількість сумарної радіації зменшується від екватора до полюсів, оскільки кількість радіації, що досягла земної поверхні, залежить від кута падіння променів, тобто від широти місцевості. На всій території колишнього СРСР, крім деяких районів Середньої Азії, півдня Східного Сибіру і Далекого Сходу, узимку переважає розсіяна радіація, улітку — пряма сонячна радіація.
Сумарна радіація частково поглинається Землею, а частково відбивається. Відбита радіація — частина сумарної радіації, що втрачається земною поверхнею внаслідок відбивання. Різницю між сумарною та відбитою сонячною радіацією називають поглиненою (залишковою).
Відношення відбитої радіації до тієї, що надійшла на дану поверхню, називається альбедо. Різні типи поверхні володіють різними показниками відбиття сонячної радіації. Наприклад, вологий чорнозем має альбедо всього 5-10 %, сніг відбиває 80-90 % сонячної енергії.

## Корпускулярна складова
Корпускулярна складова сонячної радіації складається переважно з протонів, які рухаються від Сонця зі швидкостями 300—1500 км/с (сонячний вітер). Під час сонячних спалахів, протуберанців утворюються також частинки високих енергій (в основному протони й електрони), що утворюють сонячну компоненту космічних променів.